# Niels Arestrup
Niels Arestrup (ur. 8 stycznia 1949 w Paryżu, zm. 1 grudnia 2024 w Ville-d’Avray) – francuski aktor, reżyser i scenarzysta.

## Filmografia
- 1991: Schadzka z Wenus jako Zoltan Szanto
- 2005: W rytmie serca jako Robert Seyr
- 2007: Motyl i skafander jako Roussin
- 2009: Prorok jako César Luciani
- 2011: Czas wojny jako dziadek
- 2014: Dyplomacja jako Dietrich von Choltitz
- 2017: Powrót do Montauk jako Walter

## Nagrody
- Cezar
  - 2006: Najlepszy aktor drugoplanowy, za W rytmie serca
  - 2010: Najlepszy aktor drugoplanowy, za Prorok
  - 2014: Najlepszy aktor drugoplanowy, za Francuski minister